# Aston Martin DBS
L'Aston Martin DBS est le nom donné à trois véhicules Grand tourisme du constructeur britannique Aston Martin.
En 1967, la dénomination « DBS » est donnée à un modèle de la marque dont la production sera arrêtée en 1972. Elle donnera la Vantage à 6 cylindres et la V8.
En 2007, la dénomination « DBS » est donnée à un coupé basé sur la DB9, afin de remplacer la Vanquish I. La production sera arrêtée en 2012.
En 2019, la dénomination « DBS » sera donné à un modèle, afin de remplacer la Vanquish II de 2012,.

## Historique
La DBS d'Aston Martin, se décline en trois générations.

### Résumé de la DBS
| Générations                                 | Production                                                             | Dérivés de chez Aston Martin | Modèles similaires                                                                                 |
| ------------------------------------------- | ---------------------------------------------------------------------- | ---------------------------- | -------------------------------------------------------------------------------------------------- |
| DBS L6 ; DBS V8 ; DBS Vantage (1967 - 1972) | L6 : 787 exemplaires ; V8 : 402 exemplaires ; Vantage : 70 exemplaires | Vantage                      | Ferrari 330 GT 2+2 ; Lamborghini 400 GT 2+2 ; Lotus Elan +2 ; Maserati Ghibli I ; Maserati Mistral |
| DBS V12 (2006 - 2012)                       |                                                                        | DB9                          | |
| DBS Superleggera (2019 - ...)               |                                                                        |                              | |

## DBS L6, DBS V8etDBS Vantage(1967 - 1972)
La DBS est produite de 1967 à 1972 avec un moteur six cylindres en ligne, complété par un V8 de 1969 à 1972. Elle remplace la DB6. Elle est remplacée par la Vantage.

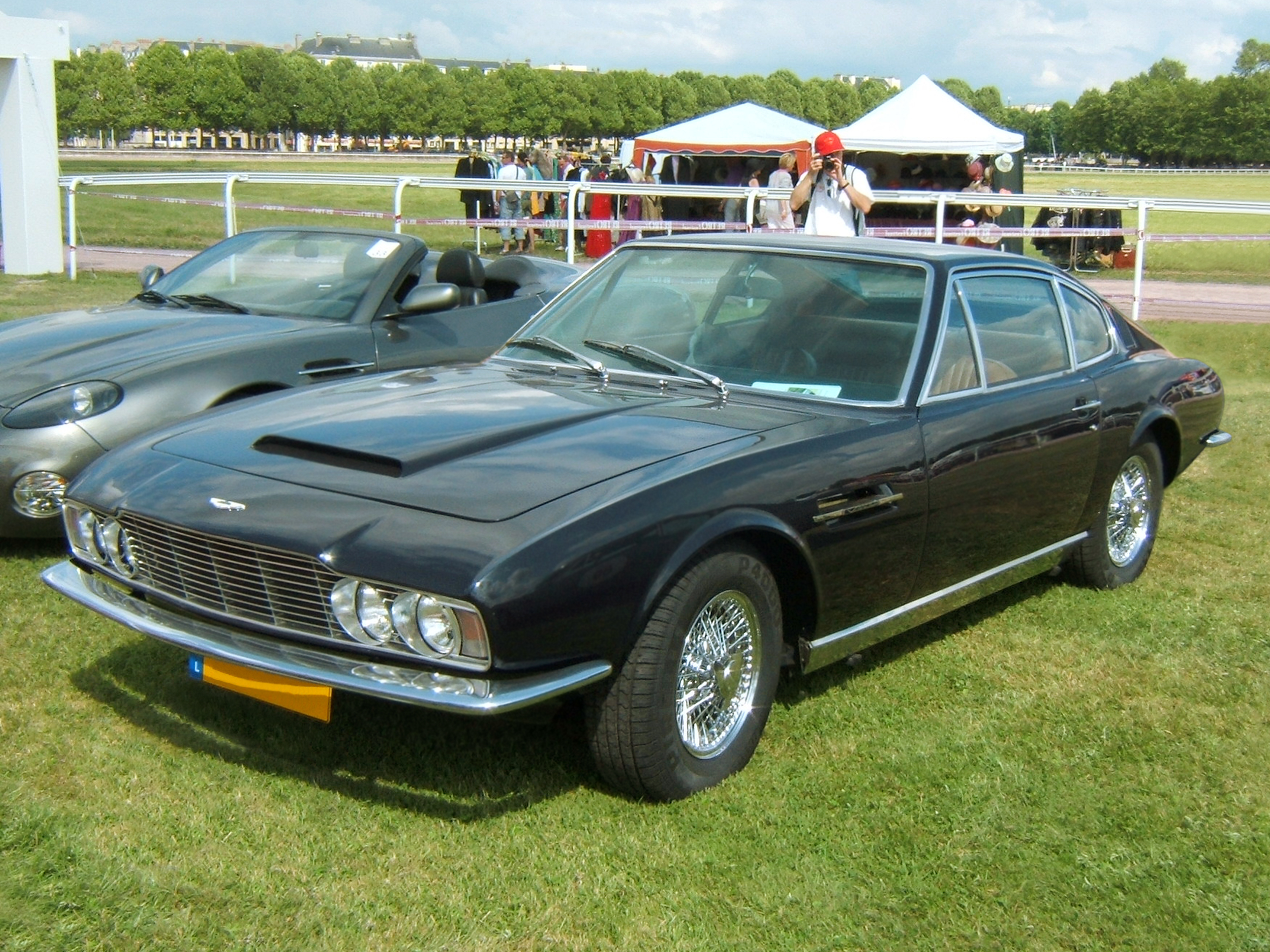
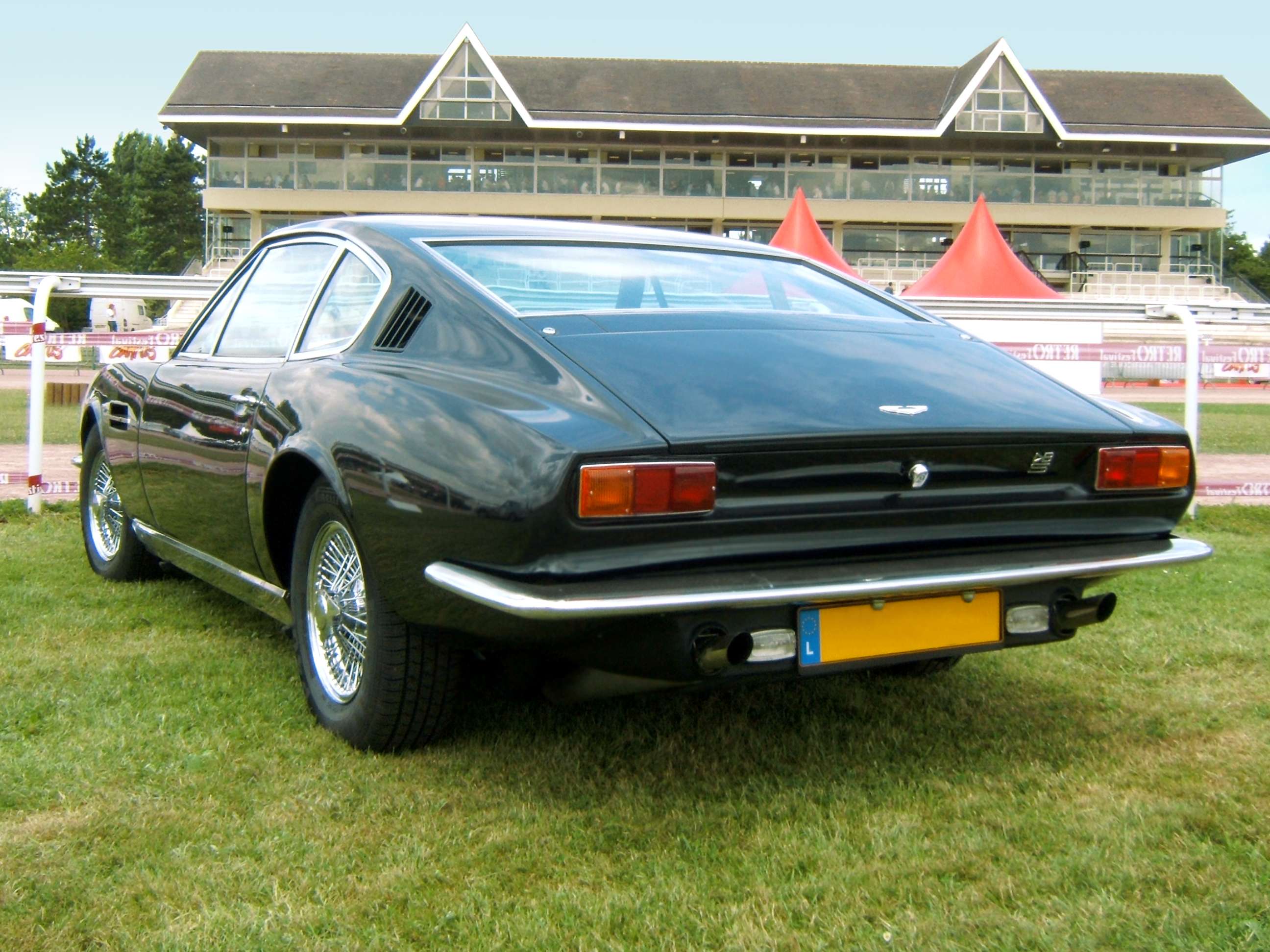
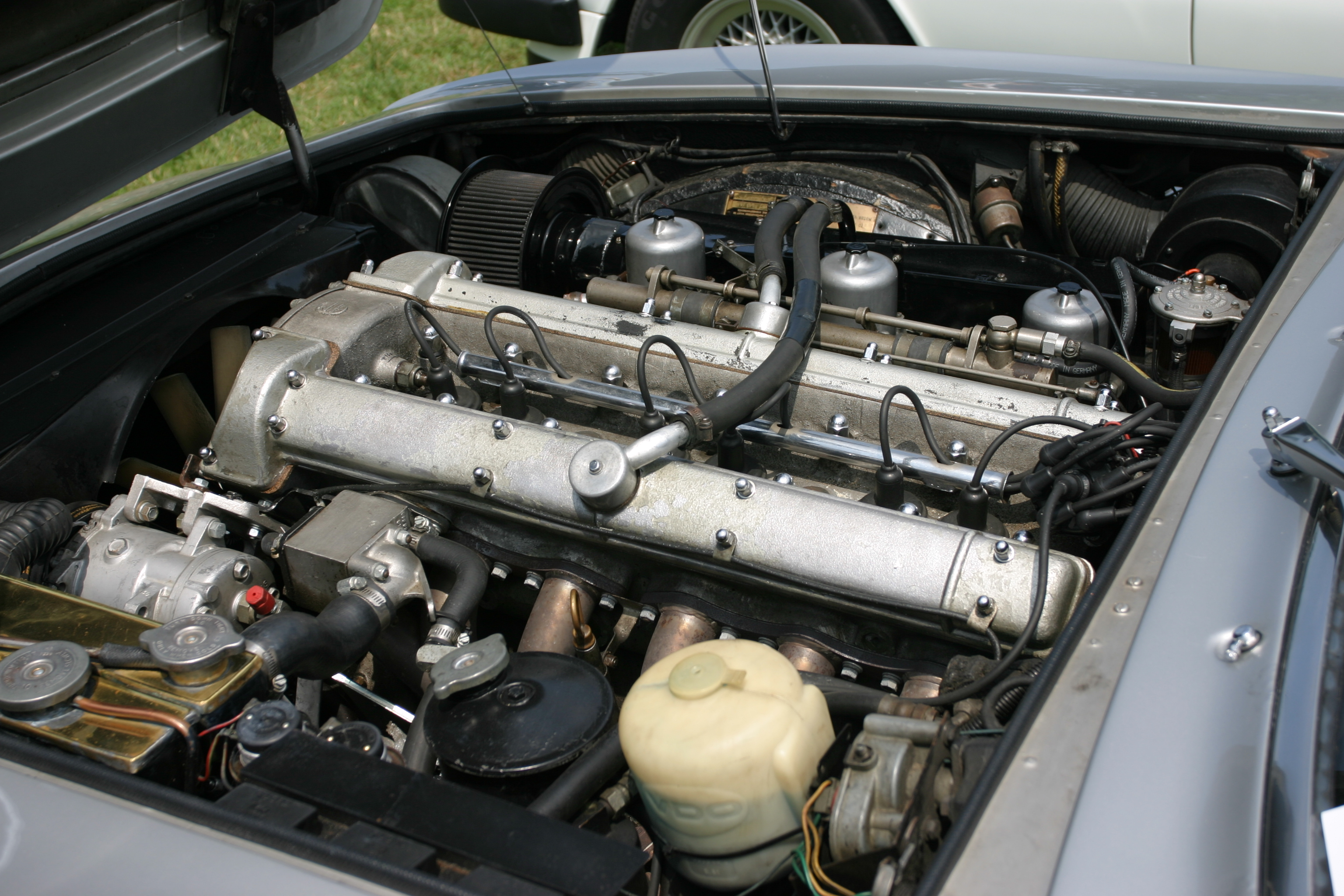

### Les différentes versions
DBS Saloon
- Poids : 1 706 kg

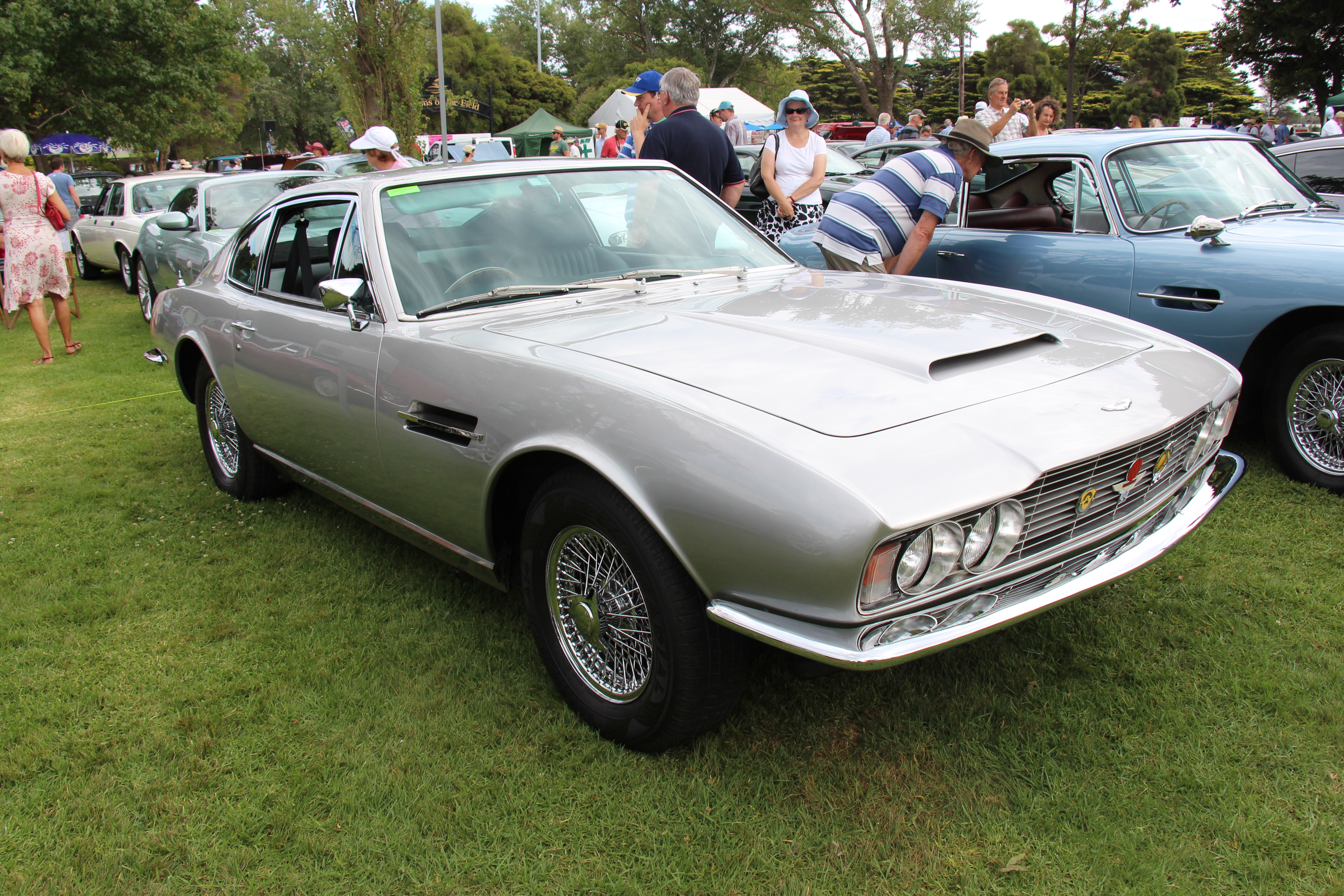
Aston Martin DBS 6 cylindres 1970 (avec roues à rayon) avec la couleur la plus répandue "Silver Birch".

- Moteur : 6-cylindres en ligne de 4 L
- Cylindrée : 3995 cm3
- Puissance : 283 ch à 5 500 tr/min (211 kW)
- Couple : 390,5 N m à 3 850 tr/min

Deux DBS Saloon couleur "Olive" furent prêtées par Aston Martin pour le tournage du film de James Bond Au service secret de Sa Majesté en 1969. La n° DBS/5109/R a été utilisée pour les scènes tournées en studio et la n° DBS/5234/R pour les scènes de tournage en extérieur. L'immatriculation utilisée pour le film était "GKX 8 G". Il s’agissait de modèles à six cylindres, apparemment équipés de moteurs améliorés, mais pas officiellement de moteur Vantage ce que confirme l’absence d’insignes Vantage noirs sur les évents latéraux.
DBS Vantage

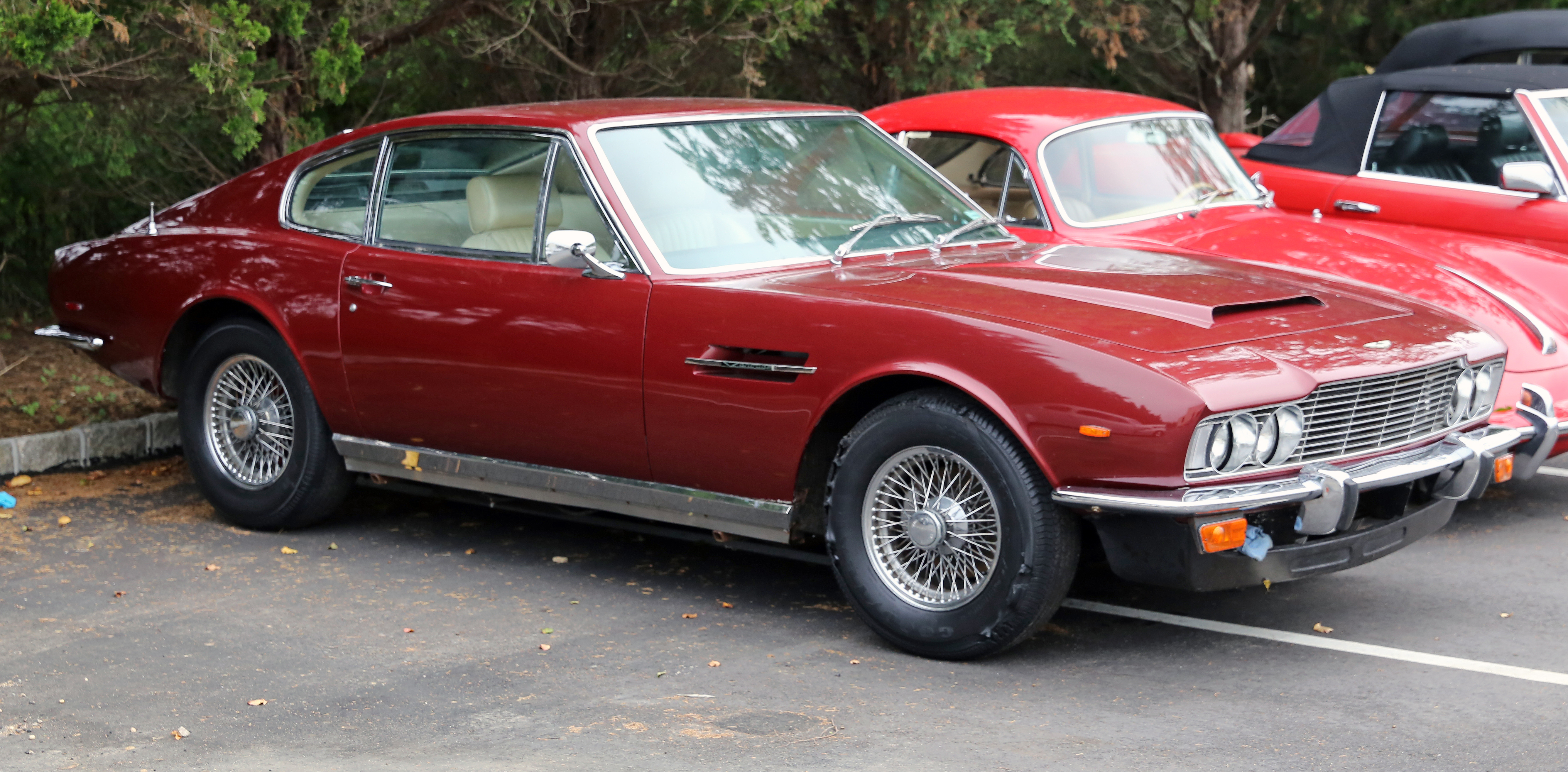
Une DBS Vantage 1971 couleur "Dubonnet Rosso".

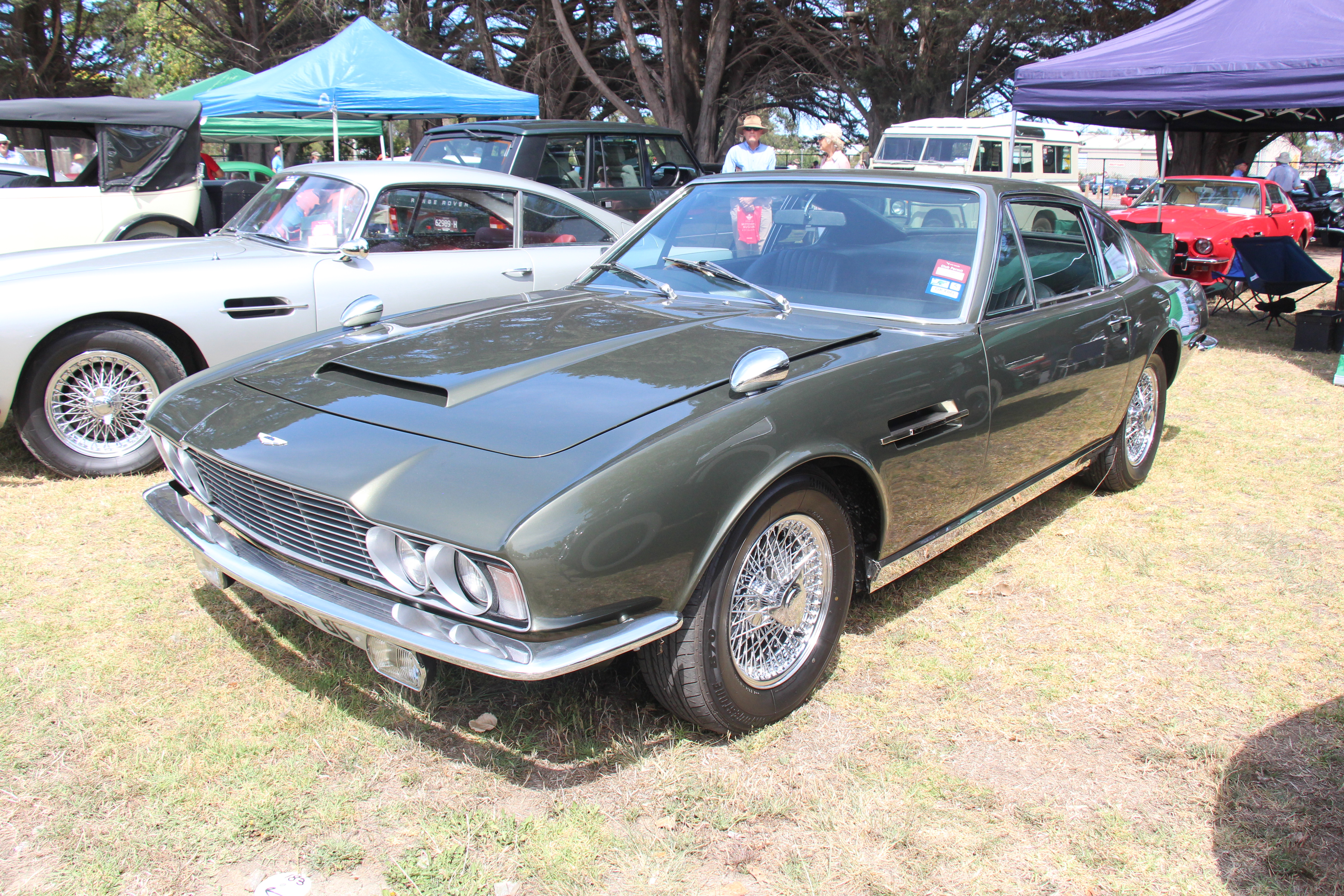
Une DBS Vantage 1969 couleur "Olive".

L'implantation du moteur 6 cylindres de la DB6 et les proportions importantes de la DBS lui confèrent des performances inférieures, la DB6 étant toujours commercialisée en parallèle. Une version Vantage est donc proposée en option gratuite dès le premier exemplaire. Cette version sportive de la DBS à 6 cylindres en ligne consiste en l’implantation de trois carburateurs double-corps Weber en lieu et place des carburateurs SU de base, ainsi qu’en une augmentation du taux de compression. La version DBS Vantage est créditée d’une puissance de 325 chevaux contre 283 en version Saloon. C'est ce modèle qui succédera à la DBS en tant qu'Aston Martin Vantage (1972). Sur les 181 DBS conduites à gauche construites, 78 sont des modèles Vantage dont 71 équipés de la boite de vitesses manuelle ZF à cinq rapports et 7 équipés de la boite de vitesses automatique Borg Warner à trois rapports.
Le tout premier modèle de série à avoir été commercialisé en octobre 1967 est la Vantage n° DBS/5001/R de couleur « Dubonnet Rosso » qui est présente dans la sixième saison de la série Chapeau Melon et Bottes de Cuir, épisode n° 132 intitulé « Double Personnalité » (« Split »), tourné en février 1968.
DBS V8

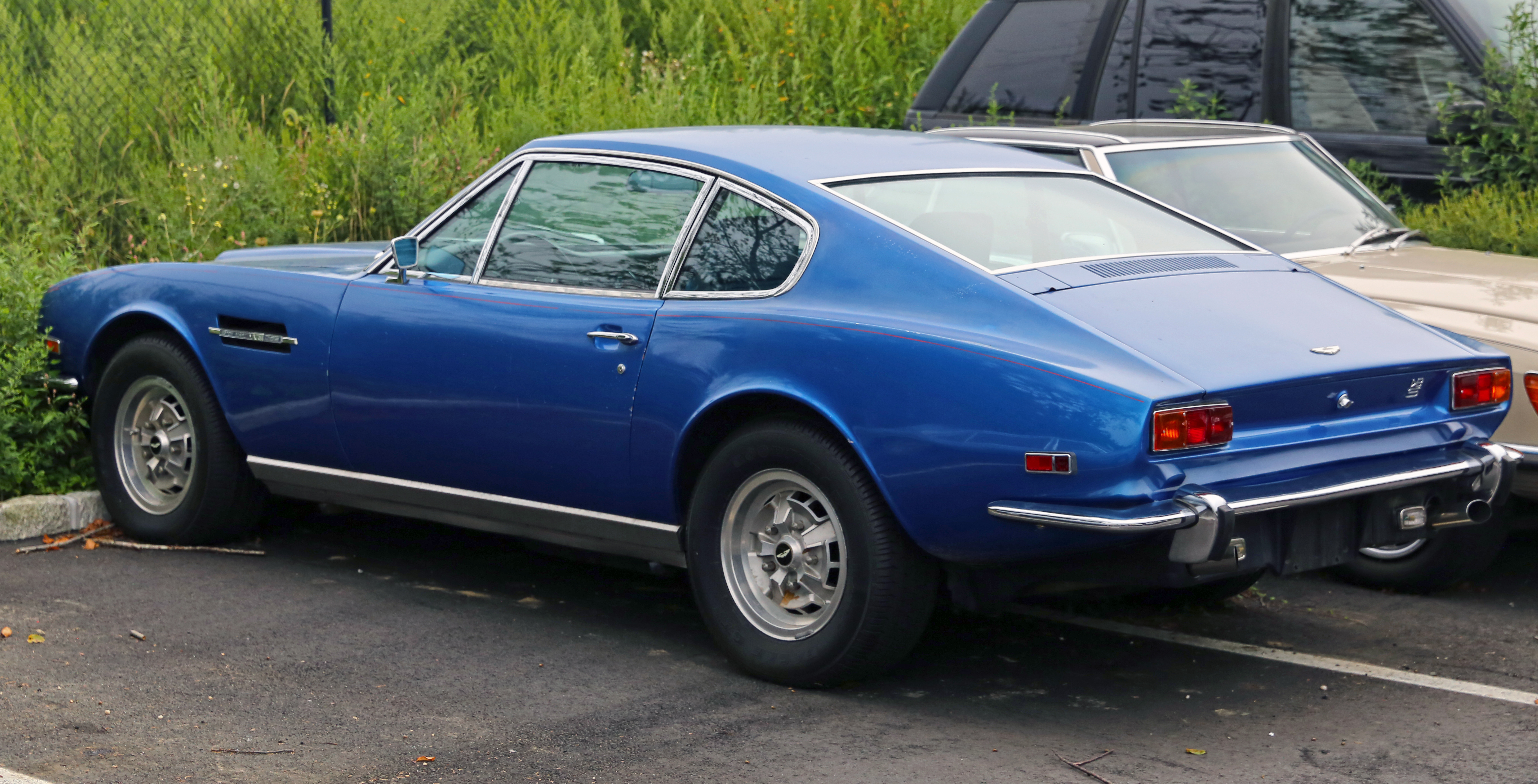
Une DBS V8.

En septembre 1969, la DBS reçoit un V8 de 5 340 cm3 développant 315 ch. 402 exemplaires seront produits. Elle préfigure l'Aston Martin V8, qui lui succède. On la distingue facilement de la version 6-cylindres par ses jantes en alliage (au lieu des roues à rayons). Sa participation aux 24 épisodes de la série "Amicalement Vôtre" ("The Persuaders") a rendu célèbre la n° DBS/5636/R dans la couleur "Bahama Yellow".

## DBS V12(2006 - 2012)
Basée sur la DB9, elle est équipée d'un moteur V12 atmosphérique de 6 L de cylindrée, développant 517 ch à 6 500 tr/min. La V12 atteint une vitesse maximum  de 302 km/h et accélère de 0 à 100 km/h en 4,3 s.

## DBS Superleggera(2019 - 2024)
En avril 2019, Aston Martin présente la version Volante.